# Tudor Radu
Tudor Radu (n. 17 februarie 1936) este un fost deputat român în legislatura 1992-1996, ales în județul Sibiu pe listele partidului PUNR. Tudor Radu a fost validat pe data de 3 martie 1993 când l-a înlocuit pe deputatul Ioan Bogdan.